# 스트라디바리우스
스트라디바리우스(Stradivarius)는 바이올린, 첼로, 비올라 등의 현악기를 의미하며, 스트라디바리 가문, 특히, 안토니오 스트라디바리가 제작한 악기들을 의미한다.

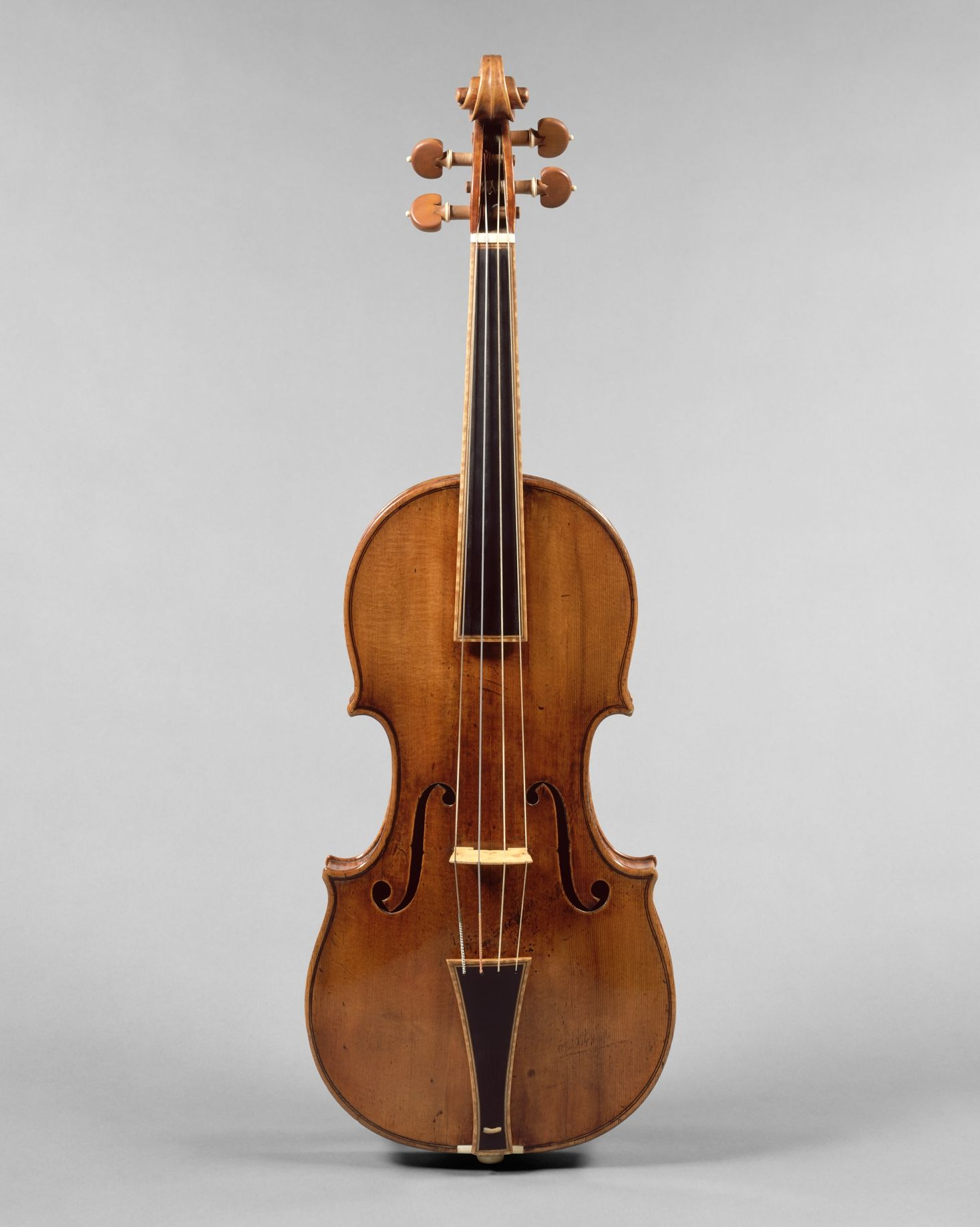
"Gould" violin (1693)
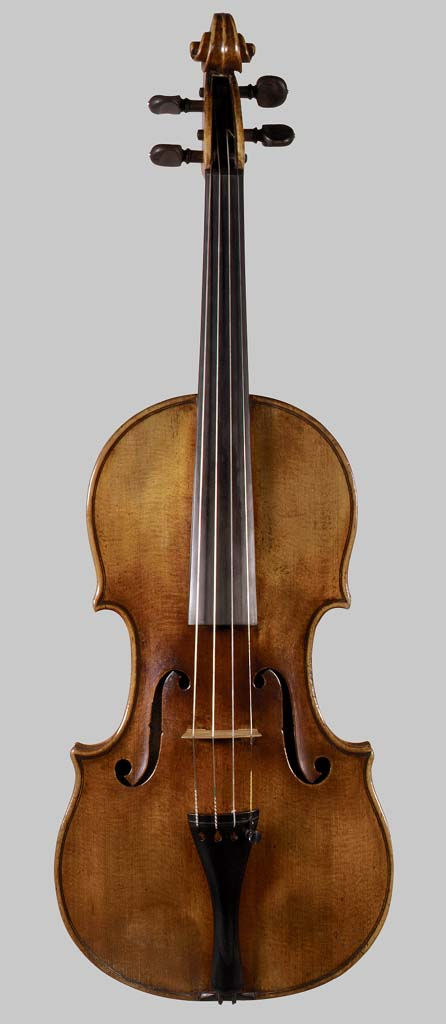
"Francesca" violin (1694)
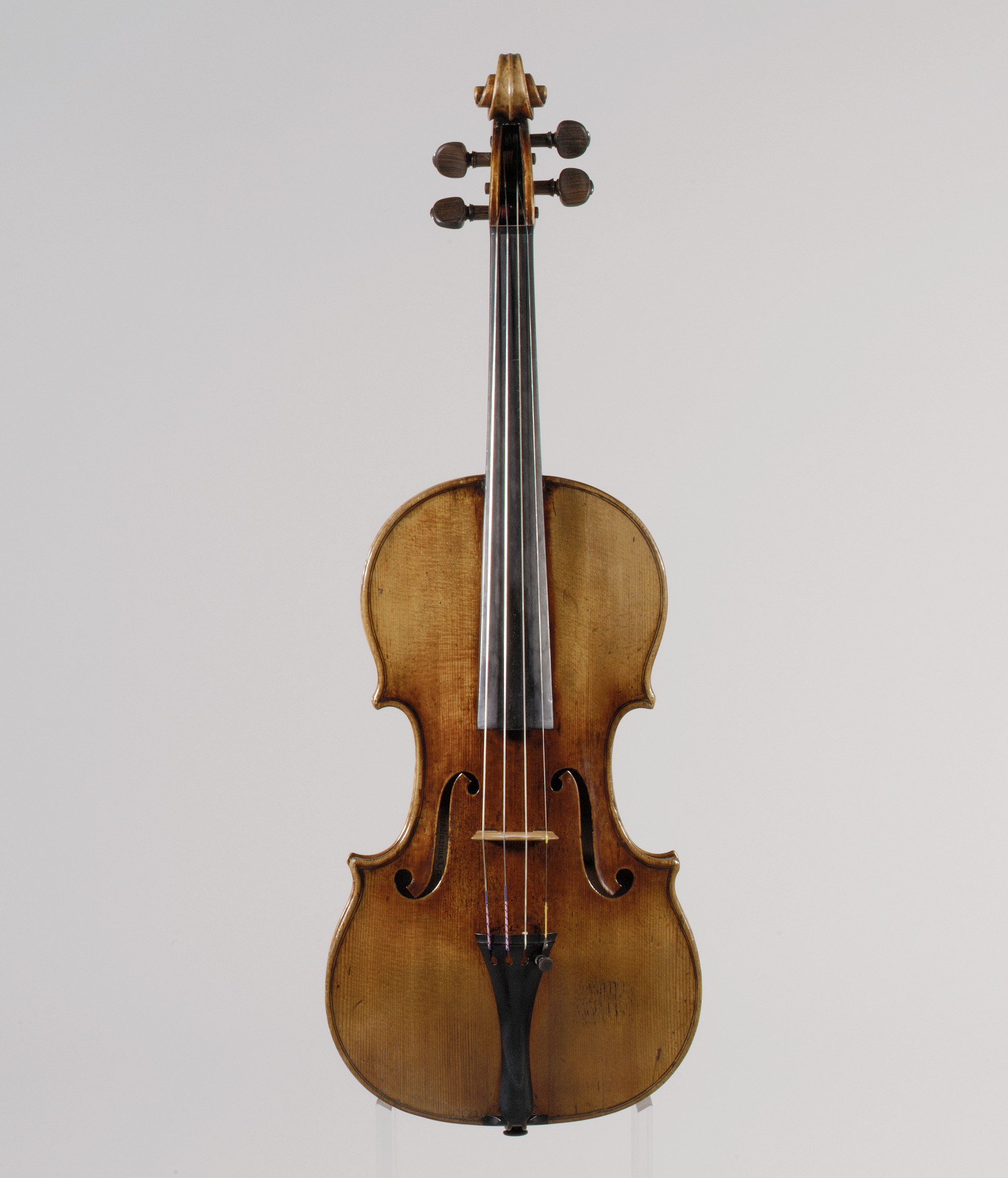
"Antonius" violin (1711)